# Elizabeth Letts
Elizabeth Letts est une autrice américaine.

## Biographie
Elizabeth Letts est née le 23 juin 1961 à Houston, au Texas. Elle a grandi en Californie du Sud. Adolescente, elle est une compétitrice équestre de concours complet sur trois jours. Elle a fréquenté la Northfield Mount Hermon School et le Yale College où elle s'est spécialisée en histoire. Elle a servi dans le Peace Corps au Maroc.
Elle est l'autrice de plusieurs livres : Quality of Care ; Family Planning ; The Butter Man ; The Eighty-Dollar Champion : Snowman the Horse that Inspired a Nation, un best-seller no 1 du New York Times ; The Perfect Horse : The Daring US Mission to Rescue the Priceless Stallions Kidnapped by the Nazis, qui a atteint la cinquième place le la liste des best-sellers du New York Times ; et Finding Dorothy. Elizabeth Letts écrit également des romans féminins sous le pseudonyme de Nora Carroll.
Son frère cadet, John, est un joueur de tennis professionnel à la retraite[réf. nécessaire] et son père, J. Spencer Letts était un juge de la Cour de district fédérale.

## Prix
"The Perfect Horse"
- PEN USA Literary Award 2017 pour la recherche hors fiction
- Meilleurs livres de 2016 - Éditeurs d'Amazon

The Eighty-Dollar Champion
- Prix Daniel P Lenehan pour l'excellence globale des médias de la United States Equestrian Foundation.
- Finaliste Goodreads Reader's Choice : Meilleure histoire et biographie

The Butter Man
- Les meilleurs livres pour enfants de l'année du Bank Street College
- Livre recommandé par CCBC Choices
- Charlotte Zolotow hautement recommandé
- Livre d'honneur Africana pour enfants
- Sélection du guilde des bibliothèques juniors
- Prix du livre du Moyen-Orient
- NCSS / CBC Notable Social Studies Trade Books pour les jeunes
- Prix des écrivains du Peace Corps
- Livre d'honneur du Storytelling World Award pour les jeunes auditeurs

## Œuvres
- Family Planning (NAL/Pingouin)
- Quality of Care (NAL/Penguin)
- The Butter Man (Charlesbridge)
- The Eighty Dollar Champion: Snowman, the Horse That Inspired a Nation (Random House, Ballantine Books), 2011
- The Perfect Horse: The Daring U.S. Mission to Rescue the Priceless Stallions Kidnapped by the Nazis. (Random House, Ballantine Books) 23 août 2016
- Finding Dorothy (Random House, Ballantine Books) 12 février 2019

- "The Color of Water in July" (Lake Union Publishing, 2015)
- "Academy Girls" (Lake Union Publishing, 2015)